# Resolució 751 del Consell de Seguretat de les Nacions Unides
La Resolució 751 del Consell de Seguretat de les Nacions Unides, adoptada per unanimitat el 24 d'abril de 1992 després de reafirmar les resolucions 733 (1992) i 746 (1992) i considerant un informe del Secretari General Boutros Boutros-Ghali sobre la guerra civil a Somàlia. El Consell va establir una Primera Operació de les Nacions Unides a Somàlia amb un desplegament immediat de 50 observadors a la capital Mogadiscio per vigilar l'alto el foc.
El Consell va establir, en principi, una força de seguretat sota la direcció de la nova posició, el Representant Especial del Secretari General a Somàlia, i va demanar més consultes sobre la força proposada. També va demanar al Secretari General que facilités un cessament immediat de les hostilitats i una observança d'un alto el foc a tot el país per promoure el procés de reconciliació i proporcionar ajuda humanitària. La resolució també va donar la benvinguda als esforços de la Lliga Àrab, Organització de la Unitat Africana i Organització de la Conferència Islàmica a Somàlia i va demanar una conferència amb els esmentats, el secretari general i faccions a Somàlia.
La resolució 751 també va establir un Comitè del Consell de Seguretat per supervisar un embargament d'armes general i complet contra Somàlia, inclosa la recerca d'informació dels estats individuals sobre les mesures que prenguessin, formular recomanacions sobre la millora de l'eficàcia de l'embargament i maneres de tractar amb els estats que el violessin. Finalitzà demanant la cooperació a tots els nivells per trobar una solució pacífica al país.
L'embargament ha estat variat per les resolucions del Consell de Seguretat al llarg dels anys per permetre als periodistes importar armilles antibales i cascos per al seu ús personal i per la Unió Africana per establir una presència armada.
Un panell d'experts per investigar la manca d'èxit de l'embargament d'armes es va crear el 2002. Aquest informe ha donat lloc a l'establiment d'un grup de seguiment. Un informe del grup de seguiment detallà nombrosos enviaments d'armes, de vegades amb l'ajuda de pirates o provinents de les reserves governamentals dels països veïns. S'ha trobat que els diners dels donants havien finançat les importacions.
El 2008, l'embargament va ser en relació amb les nacions i l'Organització Marítima Internacional proporcionant assistència tècnica a Somàlia per la seva petició de millorar la capacitat de garantir la seguretat costanera i marítima, inclosa la lluita contra la pirateria a la costa somalina.